# Notholepthyphantes
Genre
Notholepthyphantes est un genre d'araignées aranéomorphes de la famille des Linyphiidae.

## Distribution
Les espèces de ce genre sont endémiques du Chili.

## Liste des espèces
Selon World Spider Catalog (version 16.5, 4/11/2015) :
- Notholepthyphantes australis (Tullgren, 1901)
- Notholepthyphantes erythrocerus (Simon, 1902)

## Publication originale
- Millidge, 1985 : Some linyphiid spiders from South America (Araneae, Linyphiidae). American Museum novitates, no 2836, p. 1-78 (texte intégral).